# Florencio Flores Aguilar
Florencio Flores Aguilar (ur. ok. 1931, zm. 28 marca 2020) – panamski wojskowy, faktyczny przywódca kraju w latach 1981–1982.
Dosłużył się stopnia oficera. 31 lipca po śmierci Omara Torrijosa został jego następcą w ramach junty wojskowej i faktycznym przywódcą Panamy jako dowódca Gwardii Narodowej. W marcu 1982 przeprowadzono przeciwko niemu zamach stanu, w wyniku którego zastąpił go Rubén Darío Paredes.